# 1464
Évszázadok: 14. század – 15. század – 16. század
Évtizedek: 1410-es évek – 1420-as évek – 1430-as évek – 1440-es évek – 1450-es évek – 1460-as évek – 1470-es évek – 1480-as évek – 1490-es évek – 1500-as évek – 1510-es évek
Évek: 1459 – 1460 – 1461 – 1462 –  1463 – 1464 – 1465 – 1466 – 1467 – 1468 – 1469

## Események

### Határozott dátumú események
- március 29.
  - Hunyadi Mátyást Székesfehérvárott megkoronázzák a Szent Koronával.[1]
  - Vitéz János váradi püspök – és általa utódai – megkapja Bihar vármegye örökös ispáni tisztségét.[1]
- április 6. – Mátyás szentesíti a székesfehérvári országgyűlés végzéseit. (Az országgyűlés többek között a török elleni sereg kiállításáról is rendelkezik: 12 egész telek után 1 lovast vagy 10 aranyforintot és rendkívüliadót ajánl meg.)
- április 7. – Mátyás végrehajtja bírósági reformját. (Királyi személyes jelenlét néven egyesíti a különös és a személyes jelenlét bíróságát és kinevezi vezetőjévé Hangácsi Albert csanádi püspököt.)
- április 25. – A Hedgeley Moor-i csatában a John Neville, Montagu őrgrófja vezette yorki sereg legyőzi a Lancasterek seregét. A csatában elesik utóbbiak vezére, Ralph Percy is.
- május 1. – IV. Eduárd angol király titokban feleségül veszi Elizabeth Woodville-t.
- május 15. – A hexhami csatában a yorki sereg legyőzi a Lancasterek seregét, amelyet maga VI. Henrik angol király és Anjou Margit vezet.
- július 4. – Rodoszon eltemetik Savoyai Hugó (Henrik) ciprusi királyi hercegnek és trónörökösnek, Savoyai Lajos ciprusi király és I. Sarolta ciprusi királynő egyetlen gyermekének a földi maradványait a három évvel korábban elhunyt nagymester, Jacques de Milly sírjában.
- augusztus 1. – Piero de’ Medici uralmának kezdete Firenzében. (Idősebb Cosimo fia 1469-ig uralkodik.)
- augusztus 30. – II. Pál néven pápává választják Pietro Barbo bíborost.[2]
- szeptember 16. – Felszentelik Pietro Barbót II. Pál pápa néven.

### Határozatlan dátumú események
- február – I. Keresztély, Dánia, Norvégia és Svédország királya lemond a svéd trónról, elődjét, VIII. Károlyt újra svéd királlyá választják.
- március – Mátyás magyar király végrehajtja kancelláriai reformját. (Lemondatja Szécsi Dénes bíboros esztergomi érseket a főkancellári tisztségről, egyesíti a fő- és a titkos kancellári méltóságot, és egyidejűleg két főpapot: Várdai István kalocsai érseket és Vitéz János váradi püspököt nevezi ki az új kancellári tisztségre.)
- május – Mátyás serege felmenti a török által ostromolt Jajca várát.
- október közepe – A magyar királyi sereg Szapolyai Imre vezetésével elfoglalja a töröktől a boszniai Szrebernik várát.
- november – Mátyás a boszniai Zvornik várát ostromolja, de Mahmud pasa nagyvezír fölmentő hadainak közeledtekor felhagy az ostrommal és visszavonul.
- az év folyamán –
  - Megkezdődik a bártfai Szent Erzsébet-templom gótikus stílusban való átépítése Miklós mester és Kassai István építész tervei szerint.
  - Elkészül Hunyadi Mátyás könyvtárának, a Bibliotheca Corvinianának legrégibb keltezett kódexe.
  - Antonius Constantinus olasz humanista Mátyás királyhoz latin nyelvű verses üdvözletet ír a török elleni boszniai hadjárat sikere alkalmából.
  - II. Pál pápa elrendeli, hogy a kardinálisok őket minden más paptól megkülönböztető, karmazsinszínű mellényt viseljenek.
  - II. Pál pápa Hunyadi Mátyás török elleni hadjáratára 100 000 aranyat küld.
  - A ciprusi polgárháború vége, I. Sarolta ciprusi királynő hívei elhagyják Kyreniát, valamint az általuk birtokolt északi országrészt, és az egész sziget Sarolta féltestvérének, II. Jakabnak a kezébe kerül. I. Sarolta még 1461 szeptemberében elhagyta a szigetet, de élete végéig nem adta fel a reményt, hogy visszatérhet a trónra.

## Születések
- február – Hunyadi N. magyar királyi herceg, I. Mátyás magyar király és Podjebrád Katalin cseh királyi hercegnő fia († 1464)
- november 19. – Go-Kasivabara japán császár († 1526)
- Philippe de Villiers de L’Isle-Adam francia nemes, a Jeruzsálemi Szent János Lovagrend 44. nagymestere († 1534)
- Savoyai Hugó (Henrik) ciprusi királyi herceg és trónörökös, Savoyai Lajos ciprusi király és I. Sarolta ciprusi királynő egyetlen gyermeke († 1464)

## Halálozások
- február – Hunyadi N. magyar királyi herceg, I. Mátyás magyar király és Podjebrád Katalin cseh királyi hercegnő fia (* 1464)
- március 8. – Podjebrád Katalin magyar királyné (* 1449)
- július 4. előtt – Savoyai Hugó (Henrik) ciprusi királyi herceg és trónörökös, Savoyai Lajos ciprusi király és I. Sarolta ciprusi királynő egyetlen gyermeke (* 1464)
- augusztus 1. – Idősebb Cosimo Medici, Firenze ura (* 1389).
- augusztus 15. – II. Piusz pápa (* 1405)[3]